# Mustafa Toptchubachov
Mustafa Toptchubashov (en azéri : Mustafa Ağabəy oğlu Topçubaşov, né le 17 août 1895 dans le village de Geygumbet, province d'Erevan, Empire Russe et mort le 21 novembre 1981 à Bakou) est un chirurgien azerbaïdjanais soviétique; vice-président de l'Académie des sciences de la RSS d'Azerbaïdjan.

## Éducation
En 1919, Mustafa Toptchubashov est diplômé de la faculté de médecine de l'Université de Kiev. De retour à Bakou, il travaille dans un hôpital de Nakhtchivan et Bakou. En 1920-1923, il est stagiaire à la clinique de chirurgie de la faculté de médecine de l'Université d'État d'Azerbaïdjan. En 1926, il effectue un voyage scientifique en Allemagne. En 1930, il soutient sa thèse de doctorat, devient professeur et dirige le département de chirurgie hospitalière de l'Institut de médecine d'Azerbaïdjan.

## Sa méthode d’anesthésie
Pour la première fois dans la pratique mondiale, il crée et applique en 1938 la méthode de soulagement de la douleur analgésique à long terme. Le médicament supprime la sensibilité à la douleur pendant 6 à 8 heures, ce qui permet d'éviter le choc douloureux lors du transport des blessés pendant la Grande Guerre patriotique.

## Années de guerre
1941-1945 : chirurgien en chef des hôpitaux d'évacuation du Commissariat du peuple à la santé de la RSS d'Azerbaïdjan. Au cours de ces années, il sauve de nombreuses vies dans les hôpitaux d'évacuation de Bakou, l'une des principales villes arrière du territoire de l'URSS.

## Activité scientifique
De 1945 à 1948 : directeur de l'Institut de médecine expérimentale de l'Académie des sciences de la RSS d'Azerbaïdjan.
En 1950, il est élu membre honoraire de l’Union Soviétique des chirurgiens. La même année, il est élu membre de l'Association internationale des chirurgiens.
De 1951 à 1957 : vice-président de l'Académie des sciences de la RSS d'Azerbaïdjan.
En 1960, il est élu académicien de l'Académie des sciences médicales de l'URSS. Il est élu à deux reprises président du Soviet suprême de la RSS d'Azerbaïdjan (1953-1955, 1967-1971).

## Titres et décorations
- Étoile d'or
- Médailles: Pour la défense du Caucase
- Pour la victoire sur l'Allemagne
- Pour un travail vaillant dans la Grande Guerre patriotique en 1941-1945.